# Spilomicrus simplex
Spilomicrus simplex is een vliesvleugelig insect uit de familie van de Diapriidae. De wetenschappelijke naam van de soort is voor het eerst geldig gepubliceerd in 1947 door Tomsik.